# Woleu-Ntem
Le Woleu-Ntem est l'une des neuf provinces du Gabon. Son chef-lieu est Oyem qui rassemble, avec les villes de Bitam, Minvoul, Mitzic et Médouneu, la grande majorité des 154 986 habitants de la province (recensement 2013 de la RGPL). La forêt équatoriale occupe l'essentiel du territoire de cette région, ce qui explique sa très faible densité de population. Elle est trouée çà et là par quelques routes qui relient les villes principales entre elles et le long desquelles on peut traverser de petits villages isolés. L'est de la province est pratiquement inhabité, sauf par de petits groupes de pygmées semi-nomades, ce qui a facilité la création du parc national de Minkébé. Les groupes ethniques du Woleu-Ntem sont les autoctones Fang. Les relations sont assez importantes avec la Guinée équatoriale et le sud du Cameroun, en raison de l'appartenance commune à l'ethnie fang de la majorité de la population, de part et d'autre de la frontière. Dans la vie quotidienne, beaucoup de gens parlent fang, le français étant la langue de l'école et de l'administration. Les échanges avec le Cameroun sont facilités depuis l'inauguration, à Eboro, en 2005, d'un pont sur le fleuve Ntem, frontière naturelle entre les deux pays. Jusqu'à cette date, il fallait traverser en pirogue ou par le bac.

## Géographie
La province du Woleu-Ntem est située au nord du pays, elle est frontalière de la Guinée équatoriale, du Cameroun et de la République du Congo.
|                    | Région du Sud |               |
| Guinée équatoriale | Woleu-Ntem    | Sangha        |
| Estuaire           | Moyen-Ogooué  | Ogooué-Ivindo |

## Histoire du Woleu-Ntem
Isolés dans la forêt équatoriale, loin des côtes et des premiers établissements coloniaux, les Fangs du Woleu-Ntem n'eurent de contact direct avec des commerçants et explorateurs européens qu'à la fin du XIXe siècle. S'ils acceptèrent facilement d'établir des relations commerciales, les Fangs se montrèrent assez hostiles à la pénétration européenne. Leur pays fut découpé arbitrairement entre la France (Gabon), l'Allemagne (Cameroun) et l'Espagne (Guinée équatoriale) dans les années 1900. La rivalité franco-allemande entraîna plusieurs redécoupages de frontière entre le Gabon et le Cameroun.

Iconographie coloniale (1906)
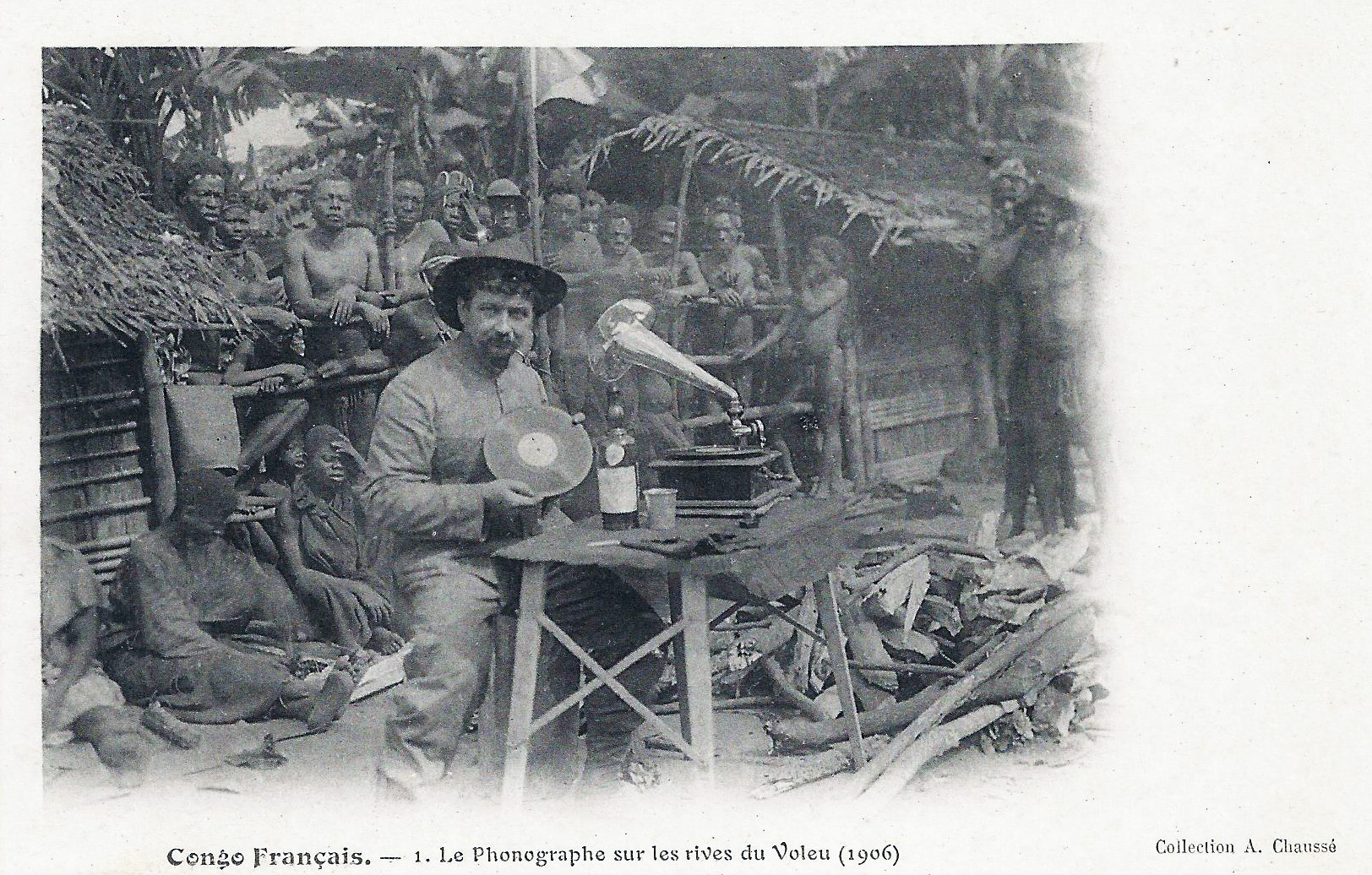
Le phonographe sur les rives du Voleu.
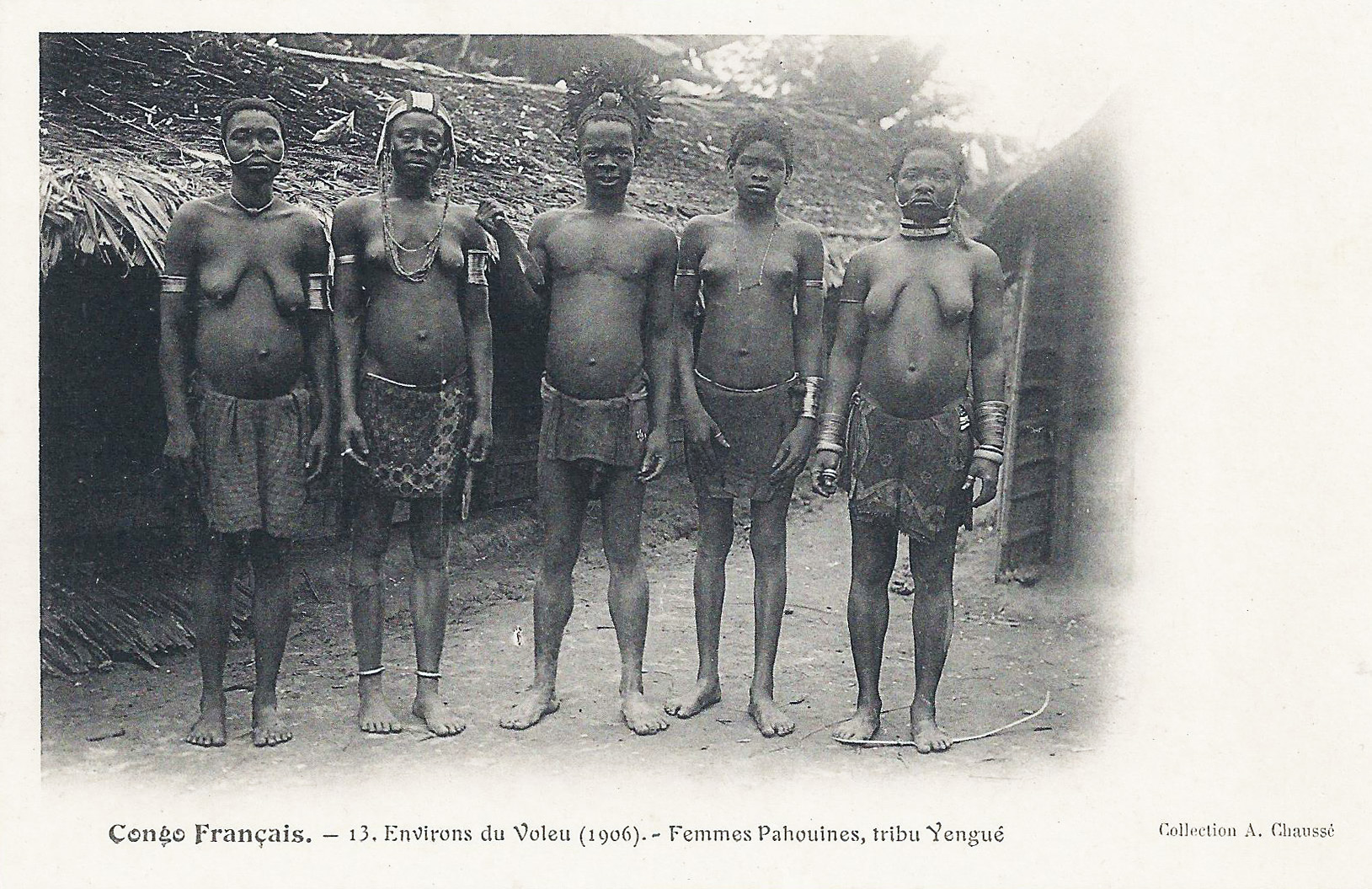
Environs du Woleu. Femmes pahouines, tribu Yengué.

La région du Woleu-Ntem fut officiellement créée en 1907. Le premier administrateur colonial, Weber, créa les postes de Oyem, Bitam et Minvoul dans le but de rendre la présence française effective. Une confrérie fang, dite des Binzima, s'y opposa. Simple mouvement de pillards pour les uns, mouvement de résistance à la colonisation pour d'autres, elle réunit de gré ou de force des milliers de Fangs. Les villages ralliés furent initiés, tandis que les villages collaborant avec les Français furent pillés. Oyone Mintsa, du clan Nkodjé, et Ekome Adza, du clan Odzip, furent les principaux chefs Binzima, selon les archives du service historique des troupes de Marine AEF.
Mais la France dut céder le Woleu-Ntem à l'Allemagne en 1912, à la suite du marchandage franco-allemand sur le Maroc. La Première Guerre mondiale n'épargna pas la région. Des combats eurent lieu en 1914-1915 et le Woleu-Ntem fut définitivement rattaché au Gabon. La guerre, l'occupation française, l'impôt obligatoire et le travail forcé furent la cause de plusieurs années de famine qui réduisirent sensiblement la population.

## Divisions administratives

Départements du Woleu-Ntem.

Le gouverneur de la province est, depuis 2018, Joël Ogouma.
Le Woleu-Ntem est subdivisé en cinq départements.
- Haut-Komo (Medouneu)
- Haut-Ntem (Minvoul)
- Ntem (Bitam)
- Okano (Mitzic)
- Woleu (Oyem)

## Économie
Il s'agit d'une région peu industrialisée qui produit du cacao, du café  et du caoutchouc. Les cultures vivrières et la chasse en forêt constituent encore une bonne partie de l'alimentation des populations locales. N'ayant pas un sol très riche en matière première, l'économie de la province du woleu-Ntem tourne autour des produits issue des champs agricoles.

## Source
- Statoids.com - Gabon